# Joseph Smith
För andra betydelser, se Joseph Smith (olika betydelser).
Joseph Smith Jr, född 23 december 1805 i Sharon i Vermont, död 27 juni 1844 i Carthage i Illinois, var en amerikansk förkunnare och grundare av Jesu Kristi Kyrka av Sista Dagars Heliga, i dagligt tal även kallad "Mormonkyrkan".

## Biografi
Smiths föräldrar var Joseph Smith den äldre och Lucy Mack Smith. År 1816 flyttade familjen till byn Palmyra i delstaten New York. Det var en tid av väckelse med många olika kyrkor. Osäker på vilken kyrka som var den rätta begav sig Smith 1820 ut i skogen för att be för att få veta vilken kyrka han skulle tillhöra. Gud och Jesus uppenbarade sig då enligt Smith för honom och sa att han inte skulle ansluta sig till någon av de existerande kyrkorna. Händelsen var enligt Smith en profetisk kallelse från Gud och början till vad han kom att benämna som en återställelse av Jesu Kristi evangelium och prästadöme.
Smith hävdar att han år 1823 fick besök av ängeln Moroni som fyra år senare överlämnade ett antal forntida guldplattor med vad Smith kallade "reformerad egyptisk skrift". Med gudomlig hjälp och två särskilda stenar (som han också hävdade ha fått av Moroni) översatte han tecknen på dessa plattor till engelska. Plattorna återtogs enligt Smith av Moroni själv men Smith hann dock visa dem för ett antal vänner som han lyckades få att skriftligen intyga plattornas existens och äkthet. Smith gav ut texten under copyright i USA år 1830 under namnet Mormons bok. Den sålde mycket dåligt, men ett litet antal människor hade sedan flera år med anledning av hans skrifter börjat följa honom som profet. Tillsammans med dessa grundande han samma år (1830) Kristi kyrka som han år 1838 gav namnet Jesu Kristi Kyrka av Sista Dagars Heliga - det namn samfundet bär än idag. I samband med detta lät han också ge ut en ny och reviderad version av Mormons bok 1837 och 1840, båda under copyright. Under sin verksamhet fortsatte Smith att få uppenbarelser varav många finns samlade i skriftsamlingarna Läran och förbunden och Den kostbara pärlan.
Innan Joseph Smith hade vunnit anhängare för sin lära försökte han en tid försörja sig som skattletare, något som vid den tiden var olagligt i delstaten. År 1826 hölls därför en rättegång mot honom i Bainbridge där han bland annat åtalades för förargelseväckande beteende och förklarades skyldig av juryn som dock troligtvis gav honom en villkorlig dom där hans ålder uppges ha varit skäl för att låta honom slippa straff.
Under tiden Joseph Smith bodde hos familjen Hale i Harmony i delstaten Pennsylvania förälskade han sig i dottern Emma Hale. När han frågade hennes far, Isaac Hale, om att gifta sig med hans dotter, tillät fadern inte detta då han befarade att Smith inte skulle kunna försörja henne. Trots detta blev de ett par och gifte sig 1827.
Mormonkyrkan som Joseph Smiths rörelse kom att kallas sökte finna en religiös fristad i västra USA där Smith själv flyttade runt mellan olika platser (Ohio, Missouri, Illinois). År 1839 lyckades han genom politiska kontakter få sig tilldelat ett stycke land där han tillsammans med sina anhängare grundade en liten stad som han gav namnet Nauvoo. Illinois hade vid den tiden en synnerligen tillåtande lagstiftning gällande religionsfrihet och detta gjorde att Smith lyckades utse sig själv till både borgmästare och general och ledde (helt lagligt) den beväpnade så kallade "nauvoolegionen" som hade till uppgift att försvara staden från religiös förföljelse. Smith kom därmed att bli mycket inflytelserik både militärt och politiskt. En ideologisk strid i kyrkan rörande giftermål och polygami (något som Joseph Smith infört 1841) föranledde Smiths kritiker att ge ut tidningen The Nauvoo Expositor där deras kritik av ledaren publicerades. Smith svarade då med det borgmästerliga beslutet att tidningens tryckeri skulle förstöras med argumentet att det utgjorde en allmän olägenhet.
Detta ledde dock till att konflikten förvärrades och delstaten Illinois (där många under lång tid velat bli av med mormonkyrkan) blev nu varse att situationen i den lilla staden höll på att utvecklas till en väpnad konflikt. Smith kom därför att häktas. I väntan på rättegång i Carthage där Smith satt tillsammans med sin bror Hyrum och vännerna John Taylor och Willard Richards blev de attackerade av en antimormonsk folkhop. Bröderna Smith blev ihjälskjutna i tumultet som uppstod men både Taylor och Richards överlevde attentatet. 
Jesu Kristi Kyrka ser än idag bröderna Smith som kristna martyrer och profeter. Smiths död ledde till en successionskris då flera personer ansåg sig vara hans rättmätiga efterträdare. Majoriteten anslöt sig till Brigham Young under vilkens ledning kyrkan så småningom etablerades i Utah. 